# Paulão Sete Cordas
Paulão Sete Cordas, nome artístico de Paulo Roberto Pereira de Araújo (Rio de Janeiro, 29 de setembro de 1958) é um arranjador, produtor musical e violonista brasileiro.

## Vida e carreira
Natural da cidade do Rio de Janeiro, RJ, de família de músicos, foi criado no bairro do Jacarezinho. Começou sua carreira aos 20 anos de idade acompanhando Nélson Cavaquinho. Desde menino teve estudos musicais tocando clarinete e mestre de banda João Gonçalves. Em 1976, foi membro do conjunto do bandolinista Walter Moura, no qual tocou violão de seis cordas, e mais tarde, violão de sete cordas. Também participou de gravações e shows dos sambistas do Rio de Janeiro. Foi diretor musical e arranjador de diversos shows e discos dos músicos da MPB como, Zeca Pagodinho, Wilson Moreira, Argemiro da Portela, Nei Lopes, Xangô da Mangueira, João Nogueira, Roberto Silva, Tia Surica, Cristina Buarque, e outros.
Atualmente trabalha como diretor musical com o sambista carioca Zeca Pagodinho. Em 2025 inaugurou na Lapa, bairro da cidade do Rio de Janeiro, o Espaço Cultural Paulão 7 Cordas, na Rua do Lavradio; local dedicado ao samba e ao choro, onde além de ser o curador do espaço Paulão ainda canta no local.